# United States Coast Guard Police
Ne pas confondre avec la Police Coast Guard de la police de Singapour.

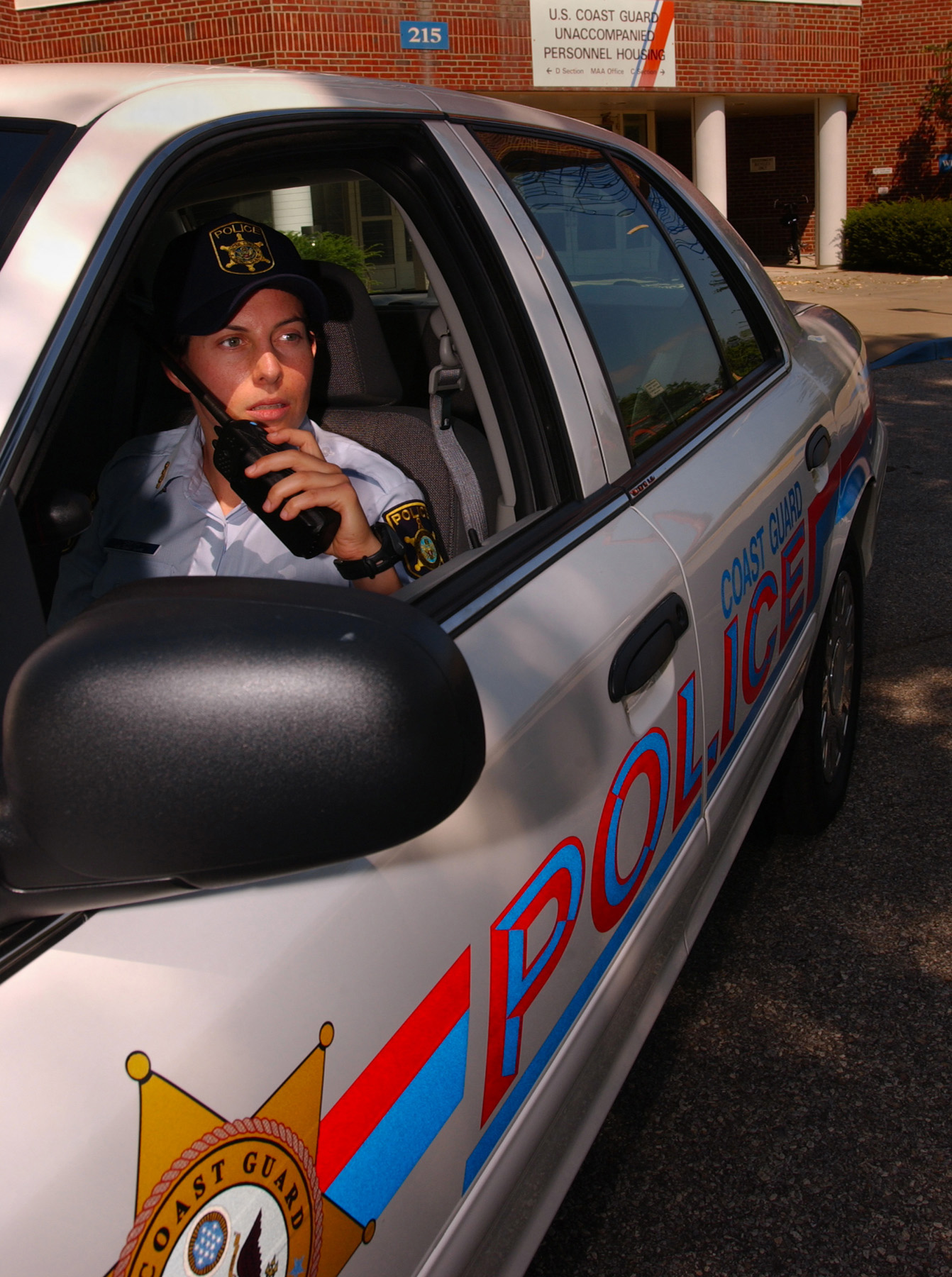
Un officier du Coast Guard Police à Staten Island.

Le United States Coast Guard Police est une unité de l'United States Coast Guard chargée de la sécurité et de l'application des lois américaines sur les installations de la garde-côtière.
Il existe des départements de la Coast Guard Police à l'United States Coast Guard Academy, au Training Center Cape May, au Training Center Petaluma, dans le secteur de New York, au chantier naval de Curtis Bay ainsi qu'à la base Support Unit Kodiak.